# Trochosippa pardosella
Trochosippa pardosella là một loài nhện trong họ Lycosidae.
Loài này thuộc chi Trochosippa. Trochosippa pardosella được Embrik Strand miêu tả năm 1906.